# Cultura Tagar

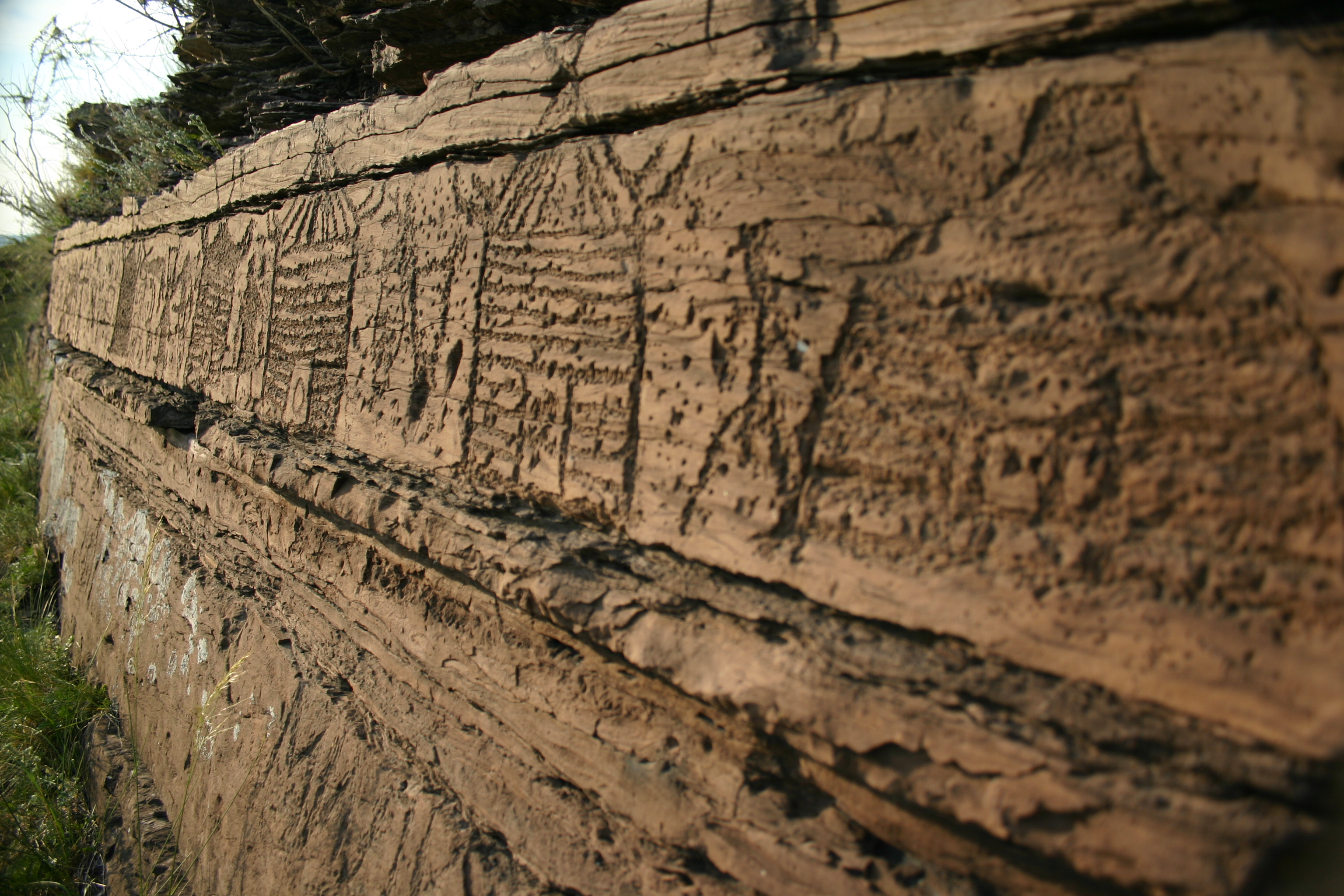
Petroglifos de la cultura Tagar, estos representan casas.

La cultura Tagar (en ruso: Тагарская культура) fue una cultura arqueológica de la edad de bronce que floreció entre los siglos VII y el II a. C. en el sur de Siberia (Actual República de Jakasia, parte sur del krai de Krasnoyarsk, parte oriental del óblast de Kemerovo).

## Localización
Esta cultura lleva el nombre de una isla del el río Yenisei opuesta a la ciudad de Minusinsk. Esta cultura fue uno de los mayores centros de fundición del bronce en la antigua Eurasia.
La región que ocupó la cultura Tagar fue ocupada anteriormente por la cultura Karasuk. Los pobladores Tagar fueron descritos, por los arqueólogos, como individuos que presentaban rasgos caucásicos. Se cree que pertenecían a los pueblos escitas.
Habitaban viviendas de madera, calentadas por hornos de barro y grandes fogones. Algunos asentamientos estaban rodeados por fortificaciones. Su principal actividad era la ganadería, especialmente la crianza de ganado bovino, caballos, cabras y ovejas. La cosecha se recogía con hoces y cuchillos de bronce. Hay evidencia de agricultura con uso de irrigación.
La cultura Tagar produjo adornos con motivos animales (véase: arte escita) muy similares a la de los escitas del sur de la Rusia europea. Tal vez la característica más llamativa de esta cultura son los enormes kurganes reales cercados por placas de piedra, con cuatro estelas verticales marcando las esquinas. La región que ocupó la cultura Tagar fue ocupada posteriormente por la cultura Tashtyk.
En 2009 se publicó en la revista Human Genetics un estudio genético de antiguas culturas siberianas, tales como la cultura de Andrónovo, la cultura de Karasuk, la cultura Tagar y la cultura Tashtyk. Esta investigación estudió doce individuos de la cultura Tagar fechados entre los años 800 a. C. a 100 d. C. Las extracciones de ADN mitocondrial a partir de diez individuos resultó tener tres muestras del haplogrupo T3, una muestra del haplogrupo I4, una muestra del haplogrupo G2a, una muestra del haplogrupo C, una muestra del haplogrupo F1b y tres muestras del haplogrupo H (una de ellas fue H5). El estudio del ADN-Y realizado a seis individuos los encontró portadores del haplogrupo R1a1,  que se cree marca la migración hacia el este de los primeros indoeuropeos. Se determinó que todos los individuos, excepto uno de raza mixta, eran europoides, y la mayoría tenía ojos y cabello claros.
En 2018, se publicó en PLOS ONE un estudio de ADNmt de restos de la cultura Tagar. Se descubrió que los restos de los primeros años de la cultura Tagar estaban estrechamente relacionados con los de los escitas contemporáneos en la estepa póntica. Los autores del estudio sugirieron que la fuente de esta similitud genética fue una migración hacia el este de los euroasiáticos occidentales durante la Edad del Bronce, que probablemente desempeñó un papel en la formación de la cultura Tagar.